# 赫齐·哈莱维

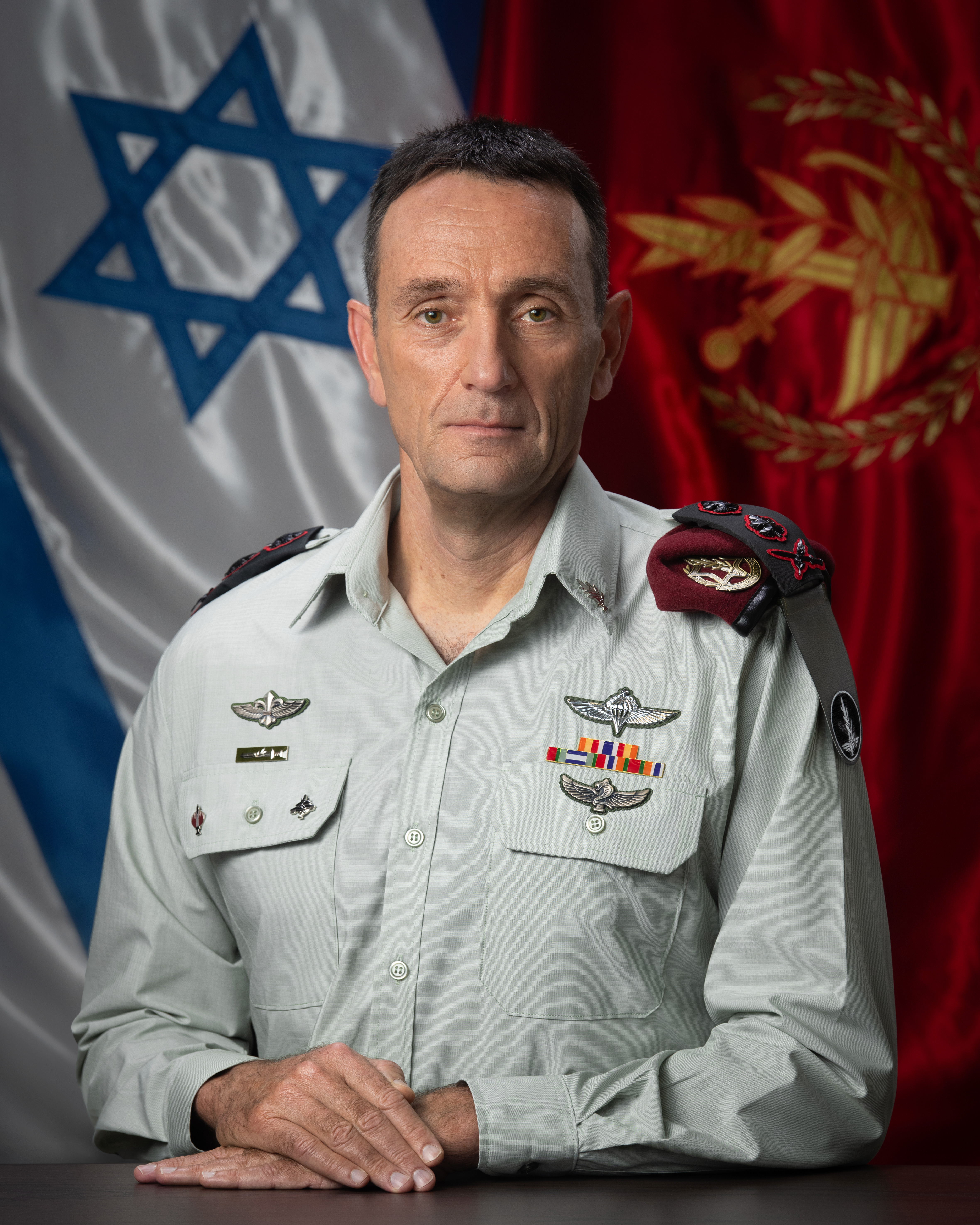
赫齐·哈莱维

赫茨尔·“赫齐”·哈莱维（羅馬化：Hrṣl "Hrṣy" Hlwy；1967年12月17日—）曾担任以色列國防軍总参谋长、以色列南方司令部司令、以色列军事情报局局長、第35傘兵旅司令和總參謀部偵察部隊司令。哈莱维也曾是第一位來自猶太教正統派的以色列军事情报部门负责人。

## 早年生活和教育
哈莱维生于耶路撒冷。他的爺爺是伊尔贡成员，而且來自俄罗斯帝国 。他的叔叔在第三次中东战争期間陣亡。 哈莱维的媽媽是一位拉比的女儿。母親所在的家族在耶路撒冷生活了14代。 
哈莱维拥有希伯来大学的哲学和工商管理学士学位、美国国防大学的国家资源管理硕士学位

## 军人生涯
1985年，哈莱维加入以色列國防軍，而且成為第35傘兵旅的一名伞兵。 1987年，他成為第35傘兵旅的一位排長。在南黎巴嫩冲突期间，哈莱维率领第35傘兵旅的反坦克连與游擊隊作戰。 1993年，他被調到總參謀部偵察部隊，後來參與鎮壓阿克萨群众起义。 
2021年7月，哈莱维出任以色列国防军副总参谋长。2023年1月，晉升中将军衔并出任以色列国防军总参谋长。
2025年，哈萊維向時任國防部長伊斯雷爾·卡茨辭任國防軍總參謀長。他计划在2025年3月6日辞职。